# Isabel d'Este (duquessa de Parma)
Isabel d'Este (Mòdena, Ducat de Mòdena, 3 d'octubre de 1635 - Colorno, Ducat de Parma, 21 d'agost de 1666) fou una princesa de la família Este de Mòdena que va esdevenir duquessa consort de Parma.

## Llinatge
Pertanyent a la casa d'Este, era filla del duc Francesc I d'Este i Maria Caterina Farnese. Fou neta per línia paterna d'Alfons III d'Este i Elisabet de Savoia, i per línia materna de Ranuccio I de Parma i Margarida Aldobrandini. Fou germana dels ducs Alfons IV i Reinaldo III de Mòdena.
Es casà, per poders el 1663, i en persona el 18 de febrer de 1664 a la ciutat de Mòdena amb el duc Ranuccio II de Parma, vidu de la seva primera esposa, fill d'Odoard I de Parma i de Margarida de Mèdici. D'aquesta unió nasqueren:
- Margarida Maria Farnese (1664 - 1718), casada el 1695 amb Francesc II d'Este.
- Teresa Farnese (1665 - 1702), religiosa benedictina.
- Odoard II de Parma (1666 - 1693), príncep hereu, casat amb la princesa Dorotea Sofia del Palatinat-Neuburg (1670 - 1748).

Isabel d'Este morí a la població de Colorno el 1666 a conseqüència de complicacions postpart del seu últim fill.